# Adolfo van Gelderen
Adolfo van Gelderen (Róterdam, 10 de abril de 1835-Buenos Aires, 3 de enero de 1918) fue un pedagogo holandés, naturalizado argentino. Como especialista en pedagogía, llegó a la Argentina siendo joven, y contribuyó al establecimiento de las bases del sistema normal del país, que en ese entonces se encontraba en incipiente desarrollo. Sus obras escritas sentaron las bases para el desarrollo de las instituciones de formación de maestros en Argentina, como así también al respecto de la enseñanza de lenguas extranjeras, puesto que era políglota.
Fue el organizador y uno de los primeros directores de la Escuela Nacional de Maestros, hoy conocida como Escuela Mariano Acosta, entre otras instituciones. Numerosas escuelas públicas argentinas llevan su nombre en homenaje.

## Biografía
Egresó como Bachiller en Letras de la Universidad de Lovaina, en Bélgica. A los veinte años se traslada a Sudamérica, recalando en Perú, donde abre la primera cátedra de pedagogía en Lima. Su estancia en aquel país duró poco, ya que sus trabajos contaban con el patronazgo del presidente José Rufino Echenique, que fue derrocado en 1855, lo cual le obligó a trasladarse a Bolivia, donde consigue un puesto como docente en la Universidad de Sucre, como profesor de idiomas y filosofía. Posteriormente se traslada a Tucumán, Argentina, en el año 1856, para luego recalar en Córdoba. En aquella ciudad se casó con Celina Tejerina, perteneciente a una destacada familia local, con quien tuvo tres hijos. Su bisnieto homónimo también sería un reconocido pedagogo.
En Argentina rinde las equivalencias para ser maestro y sienta las bases de la ideas de Joseph Lancaster en Argentina. En 1861, Domingo F. Sarmiento, director general de Escuelas, lo nombra director de una escuela en el delta de Tigre. Bajo la tutoría de Marcos Sastre, inicia diversos proyectos lancasterianos. Entre 1862 y 1869 pasa a ser el organizador de distintas escuelas nacionales que se iban creando en la Argentina, entre ellas el actual Colegio Nacional de Buenos Aires, el Colegio Nacional de Dolores y el Colegio Nacional de Paraná. Fue además vocal del Consejo Nacional de Educación y representó a la Argentina en el Congreso Pedagógico Internacional de 1882. En 1874 fue nombrado Director de la Escuela Normal de Preceptores de Buenos Aires. Contribuyó a fundar el Instituto Libre de Segunda Enseñanza, también en dicha ciudad.
Su contribución principal llega con la redacción del reglamento general de Escuelas Normales, las encargadas de formar maestros, que era su principal preocupación. El mismo fue aprobado por Sarmiento en 1877 y sienta las bases del sistema de magisterio en el país, que hasta entonces era desigual y descoordinado. Se destaca su libro «Lecciones de Pedagogía» (1878), donde compila sus experiencias como educador y ofrece consejos para quienes quieran dedicarse a ser maestros.
En cuanto a los debates de la ley 1420, fue un acérrimo defensor de la enseñanza católica de niños, lo que justificaba en la división entre Bélgica y Holanda a causa de cuestiones religiosas. Se naturalizó ciudadano argentino en 1876.
Falleció en Buenos Aires, el 3 de enero de 1918.